# Pedro Estrada
Pedro de Alcántara Estrada Albornoz (Güiria, 19 de octubre de 1906 - París, 11 de agosto de 1989) fue un político y policía venezolano. Fue el segundo y más longevo director de la Seguridad Nacional que sirvió como policía política de la dictadura de Marcos Pérez Jiménez.

## Juventud
Estrada fue arrestado el 11 de agosto de 1929, por la Policía de Güiria luego de haber participado en la revuelta de Román Delgado Chalbaud contra el dictador Juan Vicente Gómez. En ese momento estuvo comprometido por Francisco Gutiérrez y pasó varios meses en prisión. Posteriormente regresó a Güiria y pasó a estudiar a Trinidad donde aprendió inglés en el Colegio Santa María, el cual abandonó luego de sexto grado por necesidades económicas, sin embargo aprendió y dominó el idioma, lo cual le sirvió en años posteriores.
Después de 1930 ingresó a trabajar en la Tesorería del Estado donde permaneció un par de años hasta que se mudó a Caracas. Una vez en la capital, Benito Roncayolo, director de la Compañía de Navegación le nombró traductor y contador en el barco "Manzanares" cuya ruta era entre Maracaibo y Ciudad Bolívar.

## Inicios de la carrera policial
Al morir Juan Vicente Gómez, Santiago Siso Ruiz, amigo de la familia Estrada y cuñado del general Velasco Ibarra, quien era el Jefe Militar de la Plaza de Maracay, postuló a Pedro Estrada como Jefe de la Policía de Maracay, cargo que asumió en enero de 1936 y que ejerció hasta 1937 cuando le nombraron Jefe de la Sección Político Social de la Gobernación de la Policía de Caracas. En esos tiempos, Estrada organizó las primeras redes de información sistemáticas que surgieron en Venezuela, las cuales reportaban toda actividad comunista que se sospechase atentaran contra la integridad del régimen. 
Estrada suprimió el motín realizado el 14 de febrero de 1936 en Maracay, capital del estado Aragua donde un grupo de militantes del Partido Comunista de Venezuela intentó tomar el poder en el estado. En 1940 fue nombrado Segundo Comandante de la Policía de Caracas, cargo que ejerció hasta diciembre de 1944. Hasta esa fecha fue el principal organizador de la Policía uniformada de Caracas, que con los años se convirtió en la Policía Metropolitana. 
Posteriormente fue nombrado Director de la Cárcel Modelo de Caracas y luego Jefe Civil de Catedral, cargo del cual fue destituido por el gobierno de Isaías Medina Angarita. Salió exiliado a Estados Unidos el 22 de diciembre de 1945 con un salvoconducto de la Embajada de Estados Unidos. A partir de este momento se unió a la conspiración contra el Gobierno de Acción Democrática, y regresó a Venezuela en abril de 1949, cuando entonces conoció al teniente coronel Marcos Pérez Jiménez.
Debido a la simpatía que tuvo con Estrada, el teniente coronel Carlos Delgado Chalbaud, por la afiliación que había tenido con su padre, Román Delgado Chalbaud, le nombró agregado especial en la Embajada de Venezuela en Washington con la intención de establecer una red de espionaje entre los exiliados acciondemocratistas que conspiraban contra la Junta Militar de Gobierno liderada por Chalbaud, Marcos Pérez Jiménez y Luis Llovera Páez.

## Director de la Seguridad Nacional

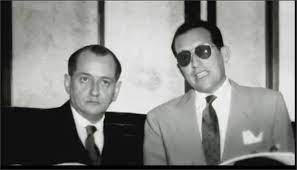
Laureano Vallenilla-Lanz Planchart ministro de interior y Pedro Estrada durante una reunión de inauguración de obras.

El 31 de agosto de 1951, en vista del fracaso de la gestión de la policía política, Estrada fue llamado a Washington para organizar un nuevo trabajo de inteligencia y represión contra la oposición de Acción Democrática, comunista y socialcristiana.
Como Director de la Seguridad Nacional, Estrada dirigió el desmantelamiento de los partidos de Acción Democrática, COPEI y el PCV, logrando en pocos años acabar la resistencia contra el gobierno de Marcos Pérez Jiménez. Bajo su responsabilidad, 822 venezolanos fueron enviados al Campo de concentración de la Isla Guasina y miles a las cárceles de todo el país. Se instituyó la tortura y violación como métodos sistemáticos de interrogatorios con detenidos políticos. 
Entre los dirigentes civiles y militares muertos en manos de la Seguridad Nacional, se cuentan a Leonardo Ruiz Pineda, Antonio Pinto Salinas, Cástor Nieves Ríos, Germán González, Luis Hurtado Higuera, Alberto Carnevali, Teniente (Ej.) León Droz Blanco, Capitán (Ej.) Wilfrido Omaña, Genaro Salinas y otros, además de la masacre de Turén y la desaparición de personas que divergían de la política perezjimenista.
Una vez acabada toda resistencia civil, algunos militares rebeldes iniciaron una conspiración contra el Gobierno; la oposición fundó una Junta Patriótica conformada en junio de 1957 con la fusión de los partidos políticos en la clandestinidad. 
Las funciones de esta Junta Patriótica y de los militares fueron desconocidos para la Seguridad Nacional que desconoció todo preparativo del fallido golpe militar del 1 de enero de 1958. Estrada no llegó a saber de ningún miembro de la junta, cuyo máximo líder era Fabricio Ojeda, un reportero del diario El Nacional, destacado en el mismo Palacio de Gobierno de Miraflores. Finalmente ante un inminente derrocamiento, un grupo de militares dio un ultimátum a Marcos Pérez Jiménez donde los conminaron a destituir a Estrada; este abandonó el cargo el 10 de enero de 1958 y salió al exilio rumbo a República Dominicana junto a su esposa e hijas.

## Exilio
Una vez fuera del país, Estrada se desplazó en mayo de 1958 a Miami por temor a una eventual traición por parte del dictador Rafael Leónidas Trujillo, contra quien había realizado labores de espionaje en los años anteriores a su gestión como Director de la Seguridad Nacional. En Miami permaneció varios meses y se reunió con Marcos Pérez Jiménez, quien había sido depuesto el 23 de enero de 1958.
Estrada viajó desde Miami a Suiza, Inglaterra y finalmente a París, Francia, donde se radicó. En los años posteriores se dedicó a dar asesorías en el ramo de la seguridad, y ejerció funciones de asesor de Inteligencia para la Policía Nacional de Francia. Este país le concedió asilo político, por lo cual nunca fue extraditado a Venezuela.  
Hasta el final de sus días vivió con su esposa Alicia Parés Urdaneta de Estrada y sus tres hijas, dos de ellas casadas con franceses y la menor con un inglés y residente en Estados Unidos. Estrada escribió sus memorias donde habla sobre una buena parte de las confidencias del Régimen así como los personeros políticos de oposición que sirvieron como espías para la Dirección de Seguridad Nacional, sin embargo, su esposa se ha negado a publicar el libro hasta que fallezca para evitar confrontaciones.[cita requerida] Estrada falleció a los 82 años y fue sepultado en París.